# Euphorbia cuneata
Euphorbia cuneata Vahl es una especie fanerógama perteneciente a la familia Euphorbiaceae.

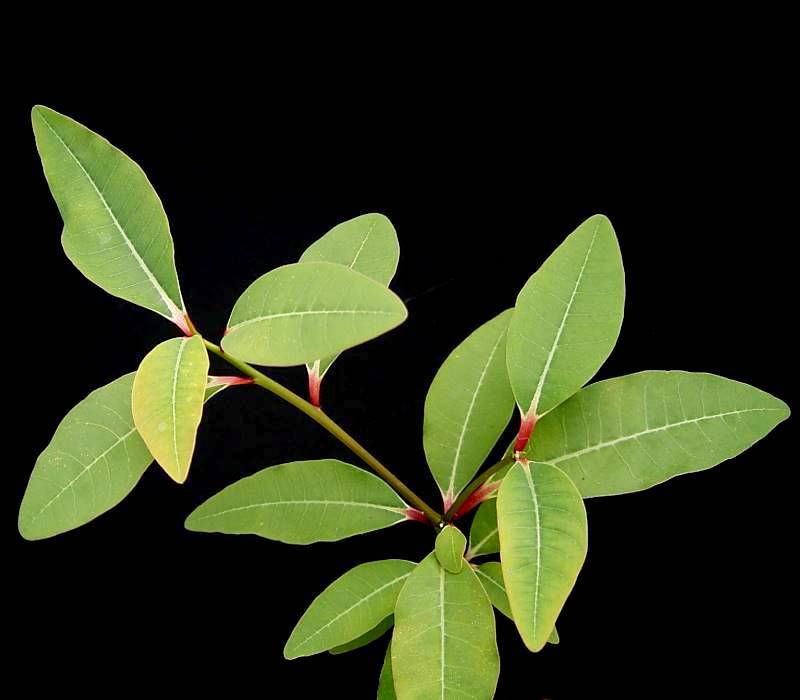
Hojas

## Distribución
Es endémica de Arabia, Sudán, Uganda, Kenia y Tanzania.

## Descripción
Es un arbusto que alcanza un tamaño  de 1-4 m de altura, con ramas alternas en columna vertebral con punta de las ramitas de 12 cm de largo, extendiéndose en ángulo recto.

## Ecología
Se encuentra en los suelos arenosos cercanos a la costa o en los bosques costeros, suelos rojos o de arena seca, y en las llanuras de lava en matorrales abiertos de Acacia, Commiphora, pastizales, laderas rocosas, laderas de piedra caliza o en suelos que contienen yeso; a una altitud de  0-1750 metros.

## Variedades
- - Euphorbia cuneata ssp. cretacea S.Carter 1992
  - Euphorbia cuneata ssp. cuneata
  - Euphorbia cuneata ssp. lamproderma S.Carter 1980
  - Euphorbia cuneata var. pumilans S.Carter 1980
  - Euphorbia cuneata ssp. spinescens (Pax) S.Carter 1980
  - Euphorbia cuneata ssp. wajirensis S.Carter 1980[2]

## Taxonomía
Euphorbia cuneata fue descrita por Martin Vahl y publicado en Symbolae Botanicae, . . . 2: 53. 1791.
Etimología
Euphorbia: nombre genérico que deriva del médico griego del rey Juba II de Mauritania (52 a 50 a. C. - 23), Euphorbus, en su honor – o en alusión a su gran vientre –  ya que usaba médicamente Euphorbia resinifera. En 1753 Carlos Linneo asignó el nombre a todo el género.
cuneata: epíteto latino que significa "con forma de cuña".
Sinonimia
- Lyciopsis cuneata (Vahl) Schweinf.
- Tirucallia cuneata (Vahl) P.V.Heath[2][6][7]